# 瓦尔省圣安托南
瓦尔省圣安托南（法語：Saint-Antonin-du-Var）是法国普罗旺斯-阿尔卑斯-蓝色海岸大区瓦尔省的一个市镇，属于德拉吉尼昂区和布里尼奥勒县。该市镇2009年时的人口 为741人。

## 人口
瓦尔省圣安托南人口变化图示
| 数据来源：INSEE |